# South Holland (Illinois)
South Holland es una villa ubicada en el condado de Cook, Illinois, Estados Unidos. Según el censo de 2020, tiene una población de 21 465 habitantes.
Está ubicada a unos 40 kilómetros del centro de la ciudad de Chicago. 

## Geografía
La localidad está ubicada en las coordenadas 41°35′54″N 87°36′10″O / 41.59833, -87.60278 (41.598372, -87.602736). Según la Oficina del Censo de los Estados Unidos, tiene una superficie total de 18.78 km², de la cual 18.74 km² corresponden a tierra firme y 0.04 km² es agua.

## Demografía
Según el censo de 2020, hay 21 465 personas residiendo en South Holland. La densidad de población es de 1145 hab./km². El 80.96% de los habitantes son afroamericanos, el 10.42% son blancos, el 0.28% son amerindios, el 0.42% son asiáticos, el 0.02% son isleños del Pacífico, el 3.90% son de otras razas y el 3.99% son de una mezcla de razas. Del total de la población, el 6.60% son hispanos o latinos de cualquier raza.

## Rasgos distintivos
South Holland tiene algunas particularidades en sus regulaciones que la distinguen de las comunidades cercanas.
Por un lado, la mayoría de los comercios están cerrados los domingos, aunque los establecimientos minoristas pueden permanecer abiertos.
Además, no se vende alcohol en ningún lugar dentro de los límites de la villa.
La venta o el alquiler de material pornográfico está prohibida.
Por otra parte, las restricciones de zonificación no permiten el desarrollo de edificios de apartamentos o condominios.
Todas estas regulaciones son un remanente de las raíces religiosas de la localidad como asentamiento de inmigrantes holandeses conservadores.